# Soul City
Soul City (tłum. Miasto dusz) – popularny program edukacji rozrywkowej w Afryce Południowej, który kształtuje świadomość zdrowotną i obywatelską społeczeństw kilku krajów afrykańskich. Tematyka programu dotyczy wielu problemów związanych z profilaktyką i ochroną zdrowia, ale skupia się również na kwestiach rozwoju społecznego wskazując pożądane postawy społeczne i zachowania w ramach społeczności lokalnych.
Soul City jest złożonym projektem edukacyjnym, w którym najważniejsze są: serial w telewizji SABC 1 (13 jednogodzinnych odcinków), słuchowisko radiowe (45 piętnastominutowych odcinków), trzy broszury poświęcone tematyce zdrowotnej podkreślające przekaz edukacyjny programu w danym sezonie. Popularność programu wzmacniają: kampania reklamowa oraz szeroko zakrojone działania z zakresu public relations promujące główny przekaz edukacyjny programu.
Program skierowany jest do dwóch grup: osób dorosłych (Soul City) oraz do dzieci w wieku 8-12 lat i ich opiekunów (Soul Buddyz). Od 2004 roku przygotowano osiem edycji programu.